# Косенкове
Косе́нкове —  село в Україні, у Валківській міській громаді Богодухівського району Харківської області. Населення становить 11 осіб. До 2020 орган місцевого самоврядування — Заміська сільська рада.

## Географія
Село Косенкове знаходиться на схилах балки Орчик в якій бере свій початок річка Орчик, на відстані 2 км знаходяться села Заміське, Корнієнкове, Бугаївка, Бурякове і Рудий Байрак. На півночі до села примикає невеликий лісовий масив (дуб).

## Історія
12 червня 2020 року, розпорядженням Кабінету Міністрів України № 725-р «Про визначення адміністративних центрів та затвердження територій територіальних громад Харківської області», увійшло до складу Валківської міської громади.
19 липня 2020 року, в результаті адміністративно-територіальної реформи та ліквідації Валківського району, село увійшло до складу Богодухівського району.